# Phiala nyassana
Phiala nyassana är en fjärilsart som beskrevs av Embrik Strand. Phiala nyassana ingår i släktet Phiala och familjen Eupterotidae. Inga underarter finns listade i Catalogue of Life.